# ハワード・ラズニク

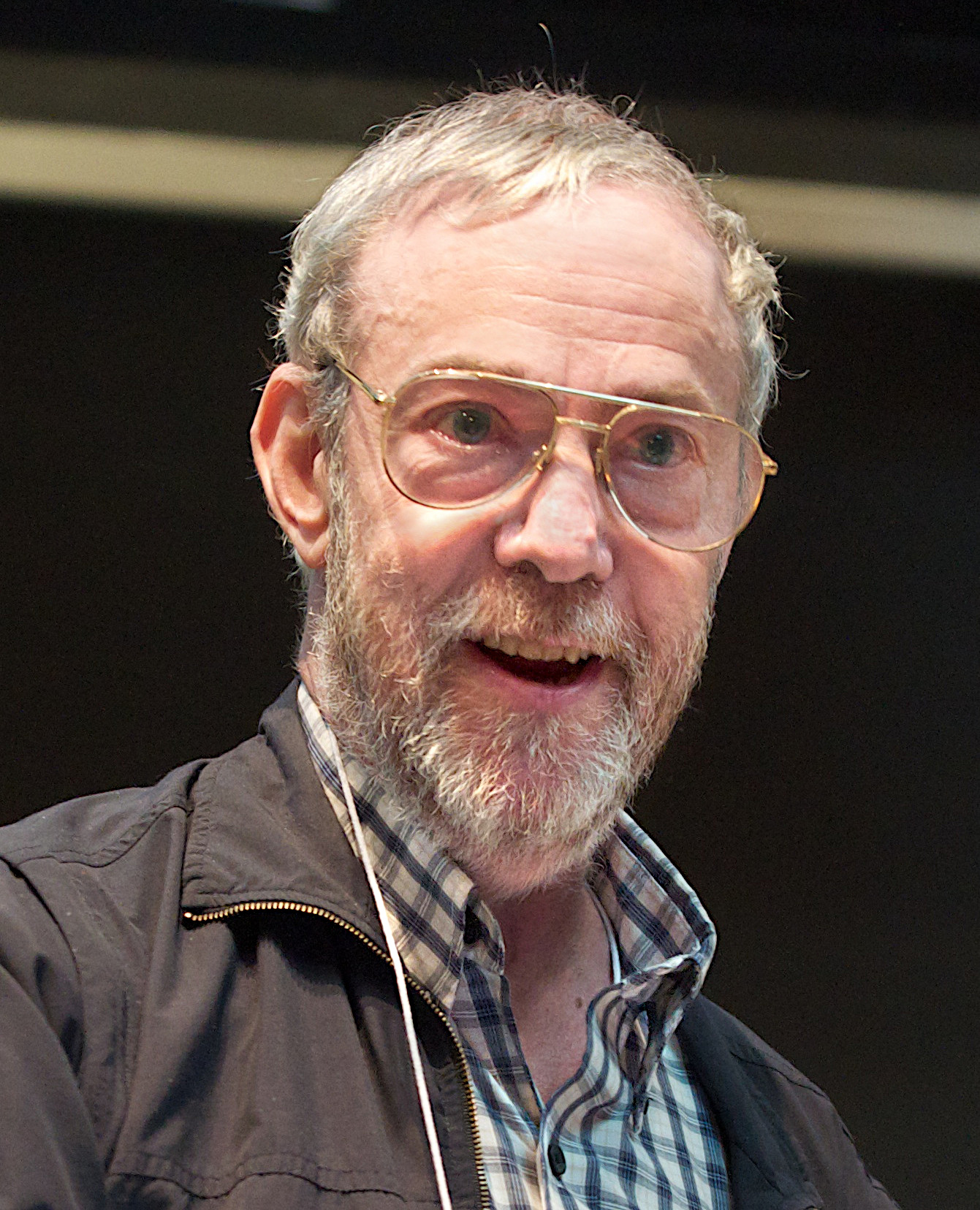
ハワード・ラズニク

ハワード・ラズニク（Howard Lasnik、1945年7月3日 - ）は、メリーランド大学(アメリカ)の教授。生成文法学の言語学者。ノーム・チョムスキーとの共著も多い。